# Tihema Waenga
Tihema Waenga es un deportista neozelandés que compitió en judo. Ganó una medalla de bronce en el Campeonato de Oceanía de Judo de 1996, en la categoría de –71 kg.

## Palmarés internacional
| Campeonato de Oceanía | Campeonato de Oceanía      | Campeonato de Oceanía | Campeonato de Oceanía |
| Año                   | Lugar                      | Medalla               | Categoría             |
| --------------------- | -------------------------- | --------------------- | --------------------- |
| 1996                  | Wellington (Nueva Zelanda) | Medalla de bronce     | –71 kg                |